# Ewald Stadler
Ewald Johann Stadler (ur. 21 maja 1961 w Mäder) – austriacki polityk, samorządowiec, parlamentarzysta, poseł do Parlamentu Europejskiego VII kadencji.

## Życiorys
W 1990 ukończył studia prawnicze na Uniwersytecie w Innsbrucku. Był pracownikiem urzędu skarbowego, a także etatowym działaczem partyjnym. Praktykował również jako prawnik. Zaangażował się w działalność Wolnościowej Partii Austrii (FPÖ), doszedł do funkcji członka zarządu krajowego i wiceprzewodniczącego struktur w Dolnej Austrii. Od 1985 do 1996 był członkiem wspólnoty lokalnej swojej rodzinnej miejscowości, a w latach 1990–1994 członkiem rady. Od 1989 do 1994 zasiadał w landtagu kraju związkowego Vorarlberg.
W latach 1994–1999 po raz pierwszy wchodził w skład Rady Narodowej. Od 2001 do 2006 zajmował stanowisko jednego z trzech austriackich rzeczników praw obywatelskich. Do niższej izby austriackiego parlamentu powrócił w 2006. W 2007 wystąpił z FPÖ, a w 2008 z jej klubu parlamentarnego. W tym samym roku po raz kolejny uzyskał poselską reelekcję, kandydując z ramienia Sojuszu na rzecz Przyszłości Austrii (BZÖ). W 2009 został przewodniczącym tego ugrupowania w Dolnej Austrii.
W wyborach w 2009 kandydował bez powodzenia jako lider listy wyborczej BZÖ do Parlamentu Europejskiego. Mandat europosła uzyskał po wejściu w życie traktatu lizbońskiego, który przewidywał dwa dodatkowe miejsca dla Austrii w PE. Objął go 7 grudnia 2011, pozostając posłem niezrzeszonym. W 2013 założył własne ugrupowanie Die Reformkonservativen.